# Championnat d'Égypte de football 1953-1954
Navigation
Saison précédente Saison suivante
La saison 1953-1954 du Championnat d'Égypte de football est la 5e édition du championnat de première division égyptien. Dix clubs égyptiens prennent part au championnat organisé par la fédération. Les équipes sont regroupées en une poule unique où elles rencontrent leurs adversaires deux fois, à domicile et à l'extérieur.
C'est le club d'Al Ahly SC, tenant du titre depuis quatre saisons, qui remporte à nouveau le championnat, après avoir terminé en tête du classement, avec deux points d'avance sur le Zamalek SC et cinq sur le Tersana SC. C'est le 5e titre de champion d'Égypte de l'histoire du club.
Le club de Port Fouad ne prend pas part au championnat cette saison; sa place est récupérée par le club d'Al-Qanah.

## Les clubs participants
| - Al Ahly SC - Tersana SC - Ismaily SC - Zamalek SC - Al-Masry Club | - Al-Qanah - Al Olympi - Ittihad Alexandrie - Al Teram - Al Sekka Al Hadid |

## Compétition

### Classement
Le classement est établi sur le barème de points classique (victoire à 2 points, match nul à 1, défaite à 0).
| Rang | Équipe             | Pts | J  | G  | N | P  | Bp | Bc | Diff |
| ---- | ------------------ | --- | -- | -- | - | -- | -- | -- | ---- |
| 1    | Al Ahly SC T       | 26  | 18 | 11 | 4 | 3  | 44 | 27 | +17  |
| 2    | Zamalek SC         | 24  | 18 | 9  | 6 | 3  | 43 | 23 | +20  |
| 3    | Tersana SC C       | 21  | 18 | 10 | 1 | 7  | 57 | 37 | +20  |
| 4    | Ismaily SC         | 18  | 18 | 7  | 4 | 7  | 37 | 38 | -1   |
| 5    | Al-Masry Club      | 17  | 18 | 5  | 7 | 6  | 23 | 27 | -4   |
| 6    | Ittihad Alexandrie | 17  | 18 | 5  | 7 | 6  | 27 | 34 | -7   |
| 7    | Al-Qanah           | 16  | 18 | 7  | 2 | 9  | 30 | 30 | 0    |
| 8    | Al Teram           | 16  | 18 | 6  | 4 | 8  | 25 | 31 | -6   |
| 9    | Al Olympi          | 13  | 18 | 5  | 3 | 10 | 33 | 48 | -15  |
| 10   | Al Sekka Al Hadid  | 12  | 18 | 4  | 4 | 10 | 17 | 38 | -21  |

| Légende : Qualifications et relégations | Légende : Qualifications et relégations                |
| --------------------------------------- | ------------------------------------------------------ |
|                                         | Champion d'Égypte 1953-1954                            |
|                                         | T : Tenant du titre C : Vainqueur de la Coupe d'Égypte |

## Bilan de la saison
| Championnat d'Égypte de football 1953-1954 |                       |
| Champion                                   | Al Ahly SC (5e titre) |
| Coupes et trophées                         |                       |
| Vainqueur de la Coupe d'Égypte 1953-1954   | Tersana SC            |
| Promotions et relégations                  |                       |
| Promus en Egyptian Premier League          | Aucun                 |
| Relégués en Egyptian Second League         | Aucun                 |